# Плахино (Омская область)
Пла́хино — деревня в Колосовском районе Омской области России. Входит в состав Крайчиковского сельского поселения.

## География
Деревня находится в центральной части Омской области, на берегах реки Оша, на расстоянии примерно 20 км (по прямой) к юго-западу от села Колосовка, административного центра района. Абсолютная высота — 89 м над уровнем моря.

### Часовой пояс
Деревня Плахино, как и вся Омская область, находится в часовой зоне МСК+3. Смещение применяемого времени относительно UTC составляет +6:00.

## История
Деревня Плахино была основана в 1851 году. По данным 1928 года в Плахино имелось 182 хозяйства и проживало 1098 человек (в основном — русские). Функционировали школа и маслозавод. В административном отношении деревня являлась центром сельсовета Нижне-Колосовского района Тарского округа Сибирского края.

## Население
| 1926 | 2010 |
| ---- | ---- |
| 1098 | ↘137 |

### Гендерный состав
По данным Всероссийской переписи населения 2010 года в гендерной структуре населения мужчины составляли 47,4 %, женщины — соответственно 52,6 %.

### Национальный состав
Согласно результатам переписи 2002 года, в национальной структуре населения русские составляли 99 %.

## Улицы
Уличная сеть деревни состоит из трёх улиц (Зелёная, Сибиревка и Центральная).

## Инфраструктура
В деревне функционирует фельдшерско-акушерский пункт (структурное подразделение Колосовской ЦРБ).

## Известные уроженцы
- Глебов, Юрий Яковлевич (1930—2017) — советский государственный деятель.